# Pivneva Hora, Izeaslav
Pivneva Hora (în ucraineană Півнева Гора) este un sat în comuna Bilotîn din raionul Izeaslav, regiunea Hmelnîțkîi, Ucraina.

## Demografie
Componența lingvistică a localității Pivneva Hora
     Ucraineană (100%)
Conform recensământului din 2001, toată populația localității Pivneva Hora era vorbitoare de ucraineană (100%).